# 八条隆声
八条隆声（はちじょう たかな、文政9年（1826年）12月4日 - 文久2年（1862年）6月12日）は、江戸時代後期の公卿。

## 官歴
- 天保元年（1830年）：従五位下
- 天保10年（1839年）：従五位上、近江権介
- 天保13年（1842年）：正五位下
- 天保14年（1843年）：侍従
- 弘化2年（1845年）：従四位下
- 嘉永元年（1848年）：正四位下
- 嘉永5年（1852年）：右近衛少将
- 万延元年（1860年）：左衛中将
- 文久元年（1861年）：従三位

## 系譜
- 父：八条隆祐
- 子：八条隆吉